# Еумеј
Еумеј (грч. Εὔμαιος) је у грчкој митологији био Одисејев свињар.

## Митологија
Еумеј је био син владара острва Сирије, Ктесије, кога је одгајила феничанска робиња. У жељи да се врати у завичај, предала га је феничанским трговцима да би платила бродарину. То јој Артемида није опростила и устрелила ју је током пловдбе или је ова умрла од болести, а трговци су дечака продали Лаерту. Еумеј је био веран Одисеју, Лаертовом сину и уопште, привржен читавој његовој породици и покушавао је да сачува његова добра од многобројних Пенелопиних просиоца. Такође, када се Одисеј вратио у Итаку, помогао му је у обрачуну са њима. Одисејев син Телемах је Еумеју дао слободу и он је постао предак аристократске породице Колијада.

## У уметности
Занимљиво је да је у „Одисеји“ он једини лик коме се наратор обраћа у другом лицу („ти, Еумеју“). Такође, често га назива „племенитим свињарем“.